# Kultura Islandii

## Literatura
Islandzkie sagi, w większości napisane w latach 1180-1300, pozostają największym literackim osiągnięciem tego kraju. Przechowały one dziedzictwo pozostałych krajów świata nordyckiego. Sagi przedstawiają świat, jaki istniał w Europie ok. 1100 roku. W dużej mierze oparte są na mitologii nordyckiej oraz historii norweskiej. Zawierają dzieje norweskich królów, ich bohaterskich czynów oraz historię pierwszych osadników islandzkich (np. Íslendingabók czy Landnámabók).
Ze współczesnych pisarzy najbardziej znany jest laureat nagrody Nobla Halldór Kiljan Laxness.
Współczynnik alfabetyzacji społeczeństwa wynosi 99%, a poezja czy proza jest pasją wielu Islandczyków. Wskaźnik liczby książek i czasopism na 1 osobę jest jednym z najwyższych w świecie.

## Malarstwo i rzeźba
W przeciwieństwie do literatury, sztuki piękne rozkwitły dopiero w XIX w. Najbardziej znani islandzcy malarze to: Asgrimur Jonsson, Jon Stefansson i Johannes Kjarval, którzy tworzyli na początku XX wieku oraz Einar Hákonarson – ekspresjonista, czy Erró – przedstawiciel pop-artu. Spośród rzeźbiarzy na uwagę zasługuje Einar Jónsson oraz Asmundur Sveinsson (1893-1982), który czerpał inspiracje z islandzkiego folkloru i sag.

## Muzyka
Z Islandii pochodzi znany śpiewak operowy Kristjan Johannsson.
Najbardziej znanymi współczesnym islandzkimi artystami są: Björk, The Sugarcubes, GusGus, Sigur Rós czy Múm.
Bardzo prominentną postacią w dziejach kultury muzycznej na Islandii był polski dyrygent, Bohdan Wodiczko.

## Film
Najbardziej znanymi współczesnymi reżyserami filmowymi z Islandii są:
- Friðrik Þór Friðriksson – Anioły wszechświata (Englar alheimsins, 2000)
- Baltasar Kormákur – 101 Reykjavik (2000).